# Навесное
Навесное  — село в Ливенском районе Орловской области, центр муниципального образования Навесненское сельское поселение.

## География
Расположено у реки Олым, в 30 км юго-восточнее районного центра Ливны.

## История
Село Навесное (Топское, Богоявленское) своё название «Богоявленское» получило по построенному в XVIII веке храму во имя Богоявления Господня.
Село является малой родиной одного из авторов повести «Республика ШКИД» — Г. Г. Белых
Во время Великой Отечественной войны в районе Навесное дислоцировались силы 13-й армии. В честь воинов в селе установлен Обелиск Славы.

## Население
| 2002 | 2010 |
| ---- | ---- |
| 603  | ↘515 |

- 2005 год — 573 человека (268 дворов)
- 2011 год — 493 человека

## Экономика
- СП «Навесное» агрофирмы «Сельхозинвест»
- молокоприемный пункт
- хлебопекарня

В селе работает хозяйство, содержащее единственный в Ливенском районе конский табун.